# Уэльский университет в Лампетере
Уэ́льский университе́т в Лампетере или Университет Уэльса в Лампетере (англ. University of Wales, Lampeter, валл. Prifysgol Cymru, Llanbedr Pont Steffan) — бывший университет в городе Лампетер, Уэльс. Был старейшим университетом Уэльса и одним из старейших высших учебных заведений Великобритании.
Университет был основан в 1822 году как Колледж Сент-Дэвидс (валл. Coleg Dewi Sant). Колледж находился на грани банкротства, когда в 1971 году решением ректора Джона Ролланда Ллойда Томаса он стал частью Уэльского университета. После этого он стал называться Университетский колледж Сент-Дэвидс (валл. Coleg Prifysgol Dewi Sant). В кампусе Уэльского университета в Лампетере проживали менее 2000 студентов и его часто называли самым маленьким публичным университетом в Европе.
После того как в результате независимой экспертизы Британского агентства по контролю качества и Комитета по финансированию высшего образования Уэльса в Лампетере были обнаружены несоответствия стандартам высшего образования Великобритании, Лампетер начал переговоры об объединении с Университетским Тринити-колледжем. В результате объединения в 2010 году появился новый Уэльский университет Тринити — Сент-Дэвидс.
Кампус расположен в живописной зоне на холмистых берегах реки Тейви.

## Известные выпускники
- Льюис, Джеймс